# Gerhard Steinkogler
Gerhard „Gerd“ bzw. „Copa“ Steinkogler (* 29. September 1959 in Graz, Steiermark) ist ein ehemaliger österreichischer Profifußballer und Nationalspieler.

## Vereinskarriere
Steinkogler begann das Fußballspiel im Nachwuchs des Grazer AK. Der Angreifer konnte schon früh einen ersten nationalen Erfolg feiern, indem er 1976 mit der U-20 die Österreichische Meisterschaft gewann.
Ab der Saison 1977/78 kam er bereits im Profikader zum Einsatz, in der darauffolgenden Saison konnte das Nachwuchstalent bereits überzeugen und im Herbst 1979 wurden zahlreiche internationale Vereine auf ihn aufmerksam. So sicherte sich Werder Bremen die Rechte auf den Spieler, der GAK erlöste 5,5 Millionen Schilling aus dem Verkauf, in jenen Tagen eine sehr hohe Summe für einen jungen österreichischen Spieler. Ab Dezember 1979 war Steinkogler für die Hanseaten im Einsatz, verletzte sich aber bald so schwer, dass er im Laufe der Saison nur auf 7 Einsätze (1 Tor) kam.
Nach dem enttäuschenden Frühjahr und dem Abstieg von Werder in die Zweitklassigkeit, wechselte Steinkogler im Sommer 1980 zurück nach Österreich zu FK Austria Wien, wo er große Erfolge feiern konnte. Allerdings war er dort erst ab Frühjahr 1981 spielberechtigt (verspätete Freigabe durch den DFB, was auch zu einer 0:3-Beglaubigung gegen die Austria in ihrem ersten Match beim FC Admira/Wacker am 16. August 1980 geführt hatte). Bereits in seiner ersten Saison wurde er 1981 Österreichischer Meister und im Folgejahr Cupsieger. In besonderer Erinnerung ist sein Flugkopfballtor in der ersten Runde des Europapokals der Pokalsieger in Wien gegen Panathinaikos Athen. Im Viertelfinale erzielte er dann den entscheidenden Treffer zum Aufstieg ins Halbfinale im Camp Nou gegen den FC Barcelona. Durch dieses und andere entscheidende Tore im ÖFB-Pokal und den internationalen Pokalbewerben wurde Steinkogler alsbald als "Copa" (span. für den Pokalbewerb) bezeichnet.
Im Sommer 1983 wechselte Steinkogler leihweise zuerst zur SSW Innsbruck nach Tirol, ab 14. Oktober 1983, mit dem Derby gegen den SK Sturm Graz (1:2), spielte er wieder für seinen Stammverein GAK. Im Sommer 1984 kehrte er zur Austria zurück und wurde mit den Wienern wiederum Österreichischer Meister und in der Saison 1985/86 sogar Double-Gewinner.
Knapp vor dem Match am 24. Oktober 1986 (3:1-Heimsieg gegen den SK VOEST Linz) wurde der Angreifer von der Vienna verpflichtet. Die "Arbeiterzeitung Wien" hatte ihn in der Ausgabe vom 24. Oktober noch nicht in der Voraufstellung genannt, berichtete über den Transfer erst auf Seite 20 der Ausgabe vom 25. Oktober 1986, wobei angeführt wurde, dass Steinkogler dem Niederländer Johnny Rep vorgezogen worden sei. Für den ältesten Fußballklub Österreichs spielte Steinkogler bis 1991 und war Teil jener Mannschaft, die unter anderem mit Mario Kempes Ende der 80er-Jahre erfolgreich war.
Im Januar 1992 wechselte Steinkogler zum zweitklassigen Wiener Sport-Club, im Juli 1992 zu Donaufeld und im Juli 1994 zum VSE St. Pölten, wo er auf seine letzten Einsätze in der 2. Division kam. Im Herbst 1995 spielte Steinkogler beim unterklassigen WAF, im Frühjahr bei der SKVg Pottenbrunn. Seine Karriere beendete er beim USV Großriedenthal in der niederösterreichischen Unterklasse.
In seinen insgesamt 332 Spielen in der österreichischen Bundesliga erzielte er 99 Tore.

## Nationalteam
Steinkogler hatte einen beeindruckenden Start im ÖFB-Team.
Drei Tage vor seinem 20. Geburtstag, am 26. September 1979 konnte er bei seinem Debüt den Treffer zum 3:1-Endstand im Heimspiel gegen Ungarn erzielen. Nicht zuletzt aufgrund seiner Verletzungsanfälligkeit brachte er es aber nur auf fünf Einsätze für das Nationalteam. Sein letztes Länderspiel absolvierte er am 14. November 1984 gegen die Niederlande (1:0 gewonnen).

## Erfolge
- 3 × Österreichischer Meister: 1981, 1985, 1986 (Austria)
- 2 × Österreichischer Pokalsieger: 1982, 1986 (Austria)
- 1 × Halbfinale Europapokal der Pokalsieger: 1983 (Austria)
- 1 × Österreichischer U20-Meister: 1976 (GAK)